# レナード効果
レナード効果（レナードこうか、Lenard effect）は、水が急激に微粒化されると、大きい水粒子は正に帯電して落下し、小さい水粒子は負に帯電して周りの空気を負に帯電させる現象。レーナルト効果ともいう。フィリップ・レーナルトによってこの現象が物理学的に説明された。日本語ではLenardの英語読みからレナード効果と記述されることが多い。 大気電気学では局所的な電離作用の一つ、静電気学では噴霧帯電あるいは分裂帯電と考えられている。

## 原理
詳細な原理は解明されていないが、一般的には次のような仮説で説明されることが多い。
水滴は偏極しており、表面には負電荷が揃って分布し、内部には正電荷が分布している。水滴が機械的に激しく衝突した力で分裂して表面がはぎ取られた結果、小さい水粒子は負に、大きい水粒子は正に帯電し、それぞれ大気イオンの負イオン、正イオンとなる。しかし正イオンは重力の作用で早く接地するため、結果として周りの空気は負イオンが優勢となる。

## レーナルトによる当初の説明
この現象の解明を試みたフィリップ・レーナルトは、1892年の論文『滝の電気について』（邦題）のなかで、液体の急激な衝突に伴う表面エネルギーの変化の影響を受けて液滴が帯電する、界面電気現象の視点から説明を試みている。
レーナルトは、幾つかの滝の周囲で検電器などを用いて大気中のマイナスの電気の存在を確認した。水滴の飛沫が見えない場所の大気が、飛沫が存在する空間と同程度のマイナスの電気を帯びていることを、注目に値すると報告している。後に、実験室でさまざまな実験を繰り返して、水滴が、水の上か、もしくは濡れた固体の上に落下することで、空気がマイナスの電気を帯びることを突き止めている。また、実験室内で、火花を作れる数百ボルトが得られたことを報告している。汚れた水や空気を用いた実験から、水の純粋性は重要な条件だが、空気の汚れは重要ではないとした。さまざまな気体や液体を使った実験を繰り返して、気体がマイナスの電気を帯びると、液体はプラスの電気を帯びることも確認している。
レーナルトはこれらの現象について、以下のような説明を試みた。まず、落下する液体と気体の間に接触電位が存在すると仮定した。そして、液体の周りに電気二重層が形成されていると推理した。落下する滝の水の一番外側の層はプラスの電気を、空気と隣接している層はマイナスの電気を、一定の電位差で持っていると考えた。勢いよく落下した滝の水が水面に衝突して水滴が消滅するとき、水と大気が接する境界面積の多くが急速に失われる。この現象が十分な早さで起こると、接触電位によって生まれた水と大気の荷電が、お互いを打ち消し合って中和する間もなく、水が持つ運動エネルギーによって素早く引き離されてしまう。そのため、大気側にはマイナスの電気が、水のほうにはプラスの電気が残る。結果的に、滝の近くの大気中にはマイナスの電気が出現すると推論している。
同じようなことは、摩擦式の静電発電機や、固体、もしくは固体と液体の境界面の隔壁流においても起こる、と指摘している。落ちる滴のスピードが大きいほど、滴自体が大きいほど、電気はより多く獲得されるとした。彼が行ったさまざまな実験結果と、これらの推理は合致すると主張している。
滝の電気は、落下する水滴同士や、水と湿った岩石との衝突が生み出していること、電気の主な発生場所は、最も衝突が激しい滝の最下部であること、そこからマイナスの電気が周囲の大気中へと拡散しており、プラスの電気は水から大地に流れていると結論付けた。

## 研究の経緯

### LenardとBusseの研究
1890年にElsterとGeiterは、オーストリアのアルプス山中の滝において花火放電を観察した。1892年にフィリップ・レーナルト (Lenard) は、この現象を水滴帯電現象として報告し、1915年に結論をまとめた。Lenardは、まず屋外で、滝のしぶきによる細かい霧は主に負、水面近くは正に帯電する現象を確認した。次に実験室で生成した分裂水滴でも同様の現象を確認し、条件を変えて帯電現象を検証した。1925年にLenard門下のBusseは、Lenardの誤りを修正した。

### Chapmanによる分子構造の推定
1936年頃にChapmanはレナード効果における移動度スペクトルを測定し、重要な考察を行った。まず、レナード効果による大気イオンを発生させて移動度スペクトルを測定した結果、正イオンと比べて負イオンの強度が大きく、その比は時間経過と共に大きくなることを示した。さらに移動度スペクトルのピークから、分子構造を「{\displaystyle {\ce {{2H2O}+{\it {e}}}}}」「{\displaystyle {\ce {3H2O + H+}}}」「{\displaystyle {\ce {3H2O + OH-}}}」と推定した。また、大気イオン発生時の水の勢いが激しいほどイオン発生量は多いと報告している。

### NatansonとDoddの研究
1950年にNatansonは、液滴内の電荷分布のばらつきでレナード効果を説明した。液滴は多量の正及び負の電荷で構成されており、その分布にはばらつきがある。そこでNatansonは、液体が機械的に分裂すると過剰な正電荷あるいは負電荷を持つ微小液滴になるという説を提案した。1953年にDoddは、統計的な検討を加えた。